# ماهی داسی
ماهی داسی (نام علمی: Trachinotus falcatus) نام یک گونه از سرده پرستوماهی است.
باله پشتی آن شکلی مانند داس دارد.